# LP Viesti Salo
LP Viesti Salo  - żeński klub piłki siatkowej z Finlandii. Swoją siedzibę ma w Salo. Został założony w 2008.

## Sukcesy
- Mistrzostwo Finlandii: 
  -  2008/2009, 2009/2010, 2010/2011